# Mammillaria surculosa
Espèce
Statut de conservation UICN

 EN B1ab(ii,iii,iv,v) : En danger
Statut CITES
Mammillaria surculosa est une espèce de cactus du genre Mammillaria endémique des régions de San Luis Potosi et Tamaulipas au Mexique. L'épithète surculosa signifie ligneuse en latin.

## Description
Ce petit cactus vert foncé peut mesurer 3 cm de hauteur et 2 cm de diamètre et se présente de forme cylindrique lorsqu'il est jeune pour devenir ensuite globuleux, arrondi à l'apex. Il est rarement isolé et croît plutôt en groupe. Ses aréoles sont nues. Celle du dessus est en couronne avec quinze épines radiales de huit à dix millimètres et une centrale qui mesure deux centimètres, de couleur ambre avec le bout foncé.
Ses fleurs sont jaunes et légèrement parfumées et mesurent 1,8 cm de diamètre. Son fruit est de couleur verte tendant au marron, plein de petites graines brunes.

## Habitat
Mammillaria surculosa croît dans les régions arides sus-mentionnées à une altitude comprise entre mille et mille deux-cents mètres.

## Synonymes

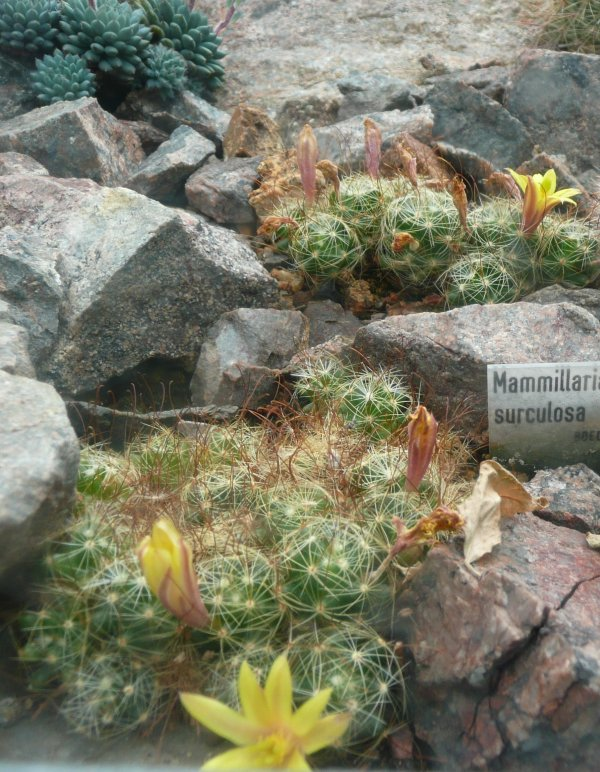
Colonies de Mammillaria surculosa

- Dolichothele surculosa (Boed.) Backeb. 1951
- Ebnerella surculosa (Boed.) Buxb. 1951